# Andreas Hojer
Andreas Hojer, född den 18 maj 1690 i västra Slesvig, död den 28 augusti 1739, var en dansk historiker och rättslärd. 
Hojer reste som informator för ministern greve J.G. Holsteins söner utomlands 1717-18. Närmast till vägledning för sina lärjungar skrev Hojer Kurzgefasste dännemarckische geschichte (1718), utmärkt för sina sunda omdömen om personer och händelser, men i företalet med skarpa utfall mot danskarna för deras likgiltighet för sin egen historia: detta framkallade bland annat Holbergs harm och en häftig anonym motskrift.
Då skriften dessutom innehöll mera oförbehållsamma uttalanden om danska konungars enskilda liv, än man då var van vid, blev den förbjuden. Men sedan förbudet 1731 upphävts, översattes boken till danska och begagnades i många år som lärobok. Liknande motstånd väckte en samtidig latinsk avhandling av Hojer om äktenskap mellan släktingar, vilken även den stred mot gängse föreställningar.
Även Hojers litterära tidskrift Nova literaria Daniæ et vicinarum regionum (januari-juli 1721), som skulle meddela en fortlöpande översikt av dansk-norsk och svensk litteratur, måste upphöra på grund av författarens frispråkighet. 1720 utgav han Continuatio annalium Alberti Stadensis.
Helt visst genom Holsteins inflytande blev Hojer 1722 kunglig historiograf. Som sådan utarbetade han en skildring av Fredrik IV:s regering (till 1711) i åtta handskrivna folioband (i Köpenhamns kungliga bibliotek).
Vid konungens död, 1730, blev han dock avskedad som föregiven anhängare av drottning Anna Sophies parti. Hojer skrev då till den nye konungens personliga underrättelse en förkortad bearbetning König Friedrich des vierten glorwürdigstes leben (1732, utgiven först 1829 av N. Falck).
1734 blev Hojer professor i juridik vid universitetet med särskildt uppdrag att förklara de danska lagarna, och han utförde detta värv så väl, att han måste räknas som den danska rättsvetenskapens grundläggare. Hans Idea jurisconsulti danici (1737, i översättning Forestilling paa en dansk jurist) var i många år den första vägledningen för unga jurister.
Hojer blev 1734 medlem av missionskollegiet, 1736 generalprokurör och 1737 medlem av generalkirkeinspektionskollegiet samt hade säte och stämma i många viktiga kommissioner; bl. a. strävade han, som själv fått tysk utbildning, tyvärr förgäves, att skaffa danska folkspråket i Slesvig bättre villkor. Även 1736 års förordning om införande av juridiska examina kom till tack vare Hojer.
Hojer var en otroligt verksam och dådlysten personlighet, begåvad med stort skarpsinne och kraftig initiativförmåga, även om många av hans samtida i honom endast såg en hänsynslös och högmodig tysk. Hans föreläsningar i dansk rätt studerades och utgavs långt efter hans död (dansk processrätt 1769, dansk statsrätt 1783).